# 耿恭
耿恭（?—?），字伯宗，東漢扶風郡茂陵縣（今屬陝西省興平市）人，他是上谷郡太守耿況之孫，建威將軍耿弇的侄子，中郎將耿廣之子。漢明帝永平十七年，耿恭擔任騎都尉劉張的司馬，跟隨竇固、耿秉攻打車師，車師投降後，耿恭被任命為戊己校尉，在金蒲城屯田駐守。永平十八年三月，北匈奴擊敗並殺死車師後王安得，繼而攻打金蒲城，被耿恭用毒箭擊退，同年五月，耿恭轉移至有水源的疏勒城堅守。
漢章帝登基後，於建初元年派遣征西將軍耿秉、秦彭、王蒙與皇甫援等人率軍出塞救援耿恭以及鎮守柳中城的關寵 ，當耿恭啟程離開疏勒城，其手下尚餘二十六人，最終長途跋涉抵達玉門關時，僅存十三人，司徒鮑昱稱讚耿恭「節過蘇武」，建議授予其賞賜和爵位，東漢朝廷於是擢升耿恭為騎都尉。
建初二年，耿恭轉任長水校尉，同年八月，金城郡與隴西郡的羌人叛亂，漢章帝遂命車騎將軍馬防和耿恭征伐羌人，到了建初三年的秋季，漢章帝詔回馬防，留下耿恭繼續征討各羌人部落，由於耿恭在出征期間得罪了馬防，在其授意下，監營謁者李譚上奏彈劾耿恭，耿恭因此被關入監牢，遭罷官遣回原籍，死於家中。

## 生平

### 駐守金蒲
耿恭是耿國之弟耿廣的兒子，他幼年喪父，生性慷慨而富有謀略，深具將帥之才。汉明帝永平十七年的冬天，騎都尉劉張奉令討伐车师，請耿恭當司马，與奉車都尉竇固以及他的堂弟駙馬都尉耿秉一同攻打車師，使車師投降，东汉朝廷從這時開始重新設置西域都護、戊己校尉的職位，耿恭被任命為戊己校尉，屯駐車師後部王庭所在地金蒲城，谒者關寵同樣擔任戊己校尉，駐守車師前部王庭所在地柳中城，兩處各配置了幾百名士兵。
耿恭抵達金蒲城後，傳檄文到烏孫，宣示漢朝的威信與德義，烏孫自大昆彌以下諸人都十分喜悅，遣使向漢朝進獻名馬，並捧著西汉時汉宣帝賜給解憂公主的博具，表示願意派遣大昆彌的兒子到漢王庭，在皇帝身邊侍奉，耿恭於是派遣使者攜帶黃金、丝绸前去迎接烏孫的侍子。

### 毒矢擊虜

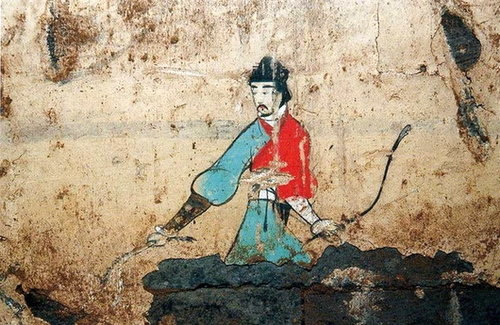
耿恭將毒藥塗於箭上，趁著大雨擊退匈奴軍隊，圖為漢代弓箭手裝扮

永平十八年三月，北匈奴单于命左鹿蠡王率領兩萬騎兵進攻車師，耿恭派遣司馬帶著三百名士兵前去支援，但援軍中途遇見人數龐大的匈奴騎兵，前往增援的士兵盡數陣亡，匈奴騎兵於是趁勢攻破車師，並殺死了車師後王安得，又進軍耿恭屯駐的金蒲城，耿恭登上城樓，與匈奴騎兵搏鬥，他把毒藥塗抹在箭頭上，向匈奴士兵喊話到：「漢軍的箭矢神異，那些被箭射中的人一定會發生怪異的事情！」隨即拉開強弓射出毒箭，那些被射中的匈奴士兵，見到傷口血肉翻捲，皆震驚不已，恰好當時天降暴雨，趁著雨勢漢軍奮力擊殺匈奴士兵，殺傷了許多人，匈奴士兵因此感到震駭恐懼，互相說：「漢兵神威，太可怖了！」於是解圍離開金蒲城。

### 枯泉飛液
匈奴撤軍後，耿恭考量到疏勒城旁邊有一條澗水，認為可以在此固守，於是在永平十八年的五月引兵佔據該城，到了當年的七月，匈奴又再次進攻耿恭，耿恭招募敢死隊幾千人直奔匈奴大軍，匈奴騎兵四散逃逸，匈奴於是轉而在疏勒城下截斷澗水，於斷水的窘境下，耿恭在疏勒城中掘井，挖到十五丈深卻仍未挖到水源，官吏與兵士們口渴難耐，只得榨取馬糞汁飲用。耿恭仰天長歎道：「我聽聞過去貳師將軍李廣利拔出佩刀刺山，飛濺的泉水噴湧而出，現如今漢朝的道德隆盛，難道還會困絕嗎！」於是整理好自己的衣服向水井拜了兩拜，替官吏、士兵祈禱，隨後親率兵士用竹簍背負泥土繼續鑿井，不一會兒，水泉奔流而出，在場眾人都歡呼萬歲，耿恭吩咐將士們暫且別急著飲用，先將水與泥土混合，塗抹加固城池，並傳令士兵把井水從城頭拋灑出去給匈奴人觀看，匈奴大感意外，以為漢軍有神靈相助，因而引兵撤退。

### 殺使焚屍
當時，焉耆、龟兹擊殺了西域都護陳睦，駐守柳中城的關寵也遭到北匈奴軍隊包圍。恰巧當時正遇上漢明帝駕崩，漢朝的援軍未能趕到，車師又背叛漢朝，與匈奴一同攻打耿恭，耿恭鼓勵麾下將士，奮起反抗擊退敵軍。車師後王的夫人祖先是漢人，因此她時常暗中把敵方的情況告知耿恭，並供給他們糧餉。過了幾個月，耿恭軍隊的糧食吃盡，處境困窘，不得不把鎧甲弓弩煮熟，靠著吃那上面的皮革維生。耿恭和兵士們推誠相待，誓同生死，士卒們全無二心，但在此情況下逐漸死去，最終僅餘幾十人還活著，單于知道耿恭已陷入絕境，心想一定能降伏耿恭，於是派遣使者去勸降耿恭說：「你若歸降，一定封你當白屋王，還會挑選美女給你做妻子。」耿恭將計就計，誘騙單于的使者來到城頭，親自動手殺了他，並在城上用火炙烤匈奴使者的屍體，匈奴官員遠遠望見，嚎哭著離去，單于聞訊大怒，增兵包圍耿恭，但仍是無法攻下疏勒城。

### 鮑昱議援
早先，關寵向漢朝朝廷上疏請援，當時汉章帝剛剛登基，召集百官公卿商討此事，其中司空第五倫認為不應派兵救援關寵等人，司徒鲍昱則進諫說：「現在朝廷派人在危險艱難的地方作戰，情況緊急了又拋棄他們，這樣做對外是放任蠻夷的凶狠殘暴，對內讓死難的臣子傷心悲痛，審度時勢，如果確實能使邊境今後沒有戰事，那麼不派兵救援耿恭與關寵的作法是可以的，但假若匈奴再次侵犯邊塞抄掠屠殺，那陛下將如何調兵遣將呢？耿恭和關寵兩人的兵力各自只剩幾十人，匈奴包圍他們，歷經數十天都不能攻下，這說明耿恭、關寵以寡弱的兵力竭盡所能地拚戰。如今可以命令敦煌郡太守與酒泉郡太守各帶二千名精銳騎兵，豎起數量眾多的旗幟，日夜兼程，解救危難，匈奴疲憊不堪，一定不能抵禦，四十日之內，就可以入關回國了！」。
漢章帝認為鮑昱說的對，於是派遣征西將軍耿秉屯駐酒泉郡，代理酒泉郡太守的職務，又派遣秦彭與謁者王蒙、皇甫援調動张掖郡、敦煌郡、酒泉郡的人馬以及鄯善軍隊共七千多人，於建初元年正月，在柳中城會合，一同征伐車師，又攻打交河城，殺敵三千八百人，俘虜了三千多人，繳獲骆驼、驴、马、牛、羊等牲口三萬七千頭，北匈奴倉皇北逃，車師再度投降歸順漢朝。

### 返抵玉門

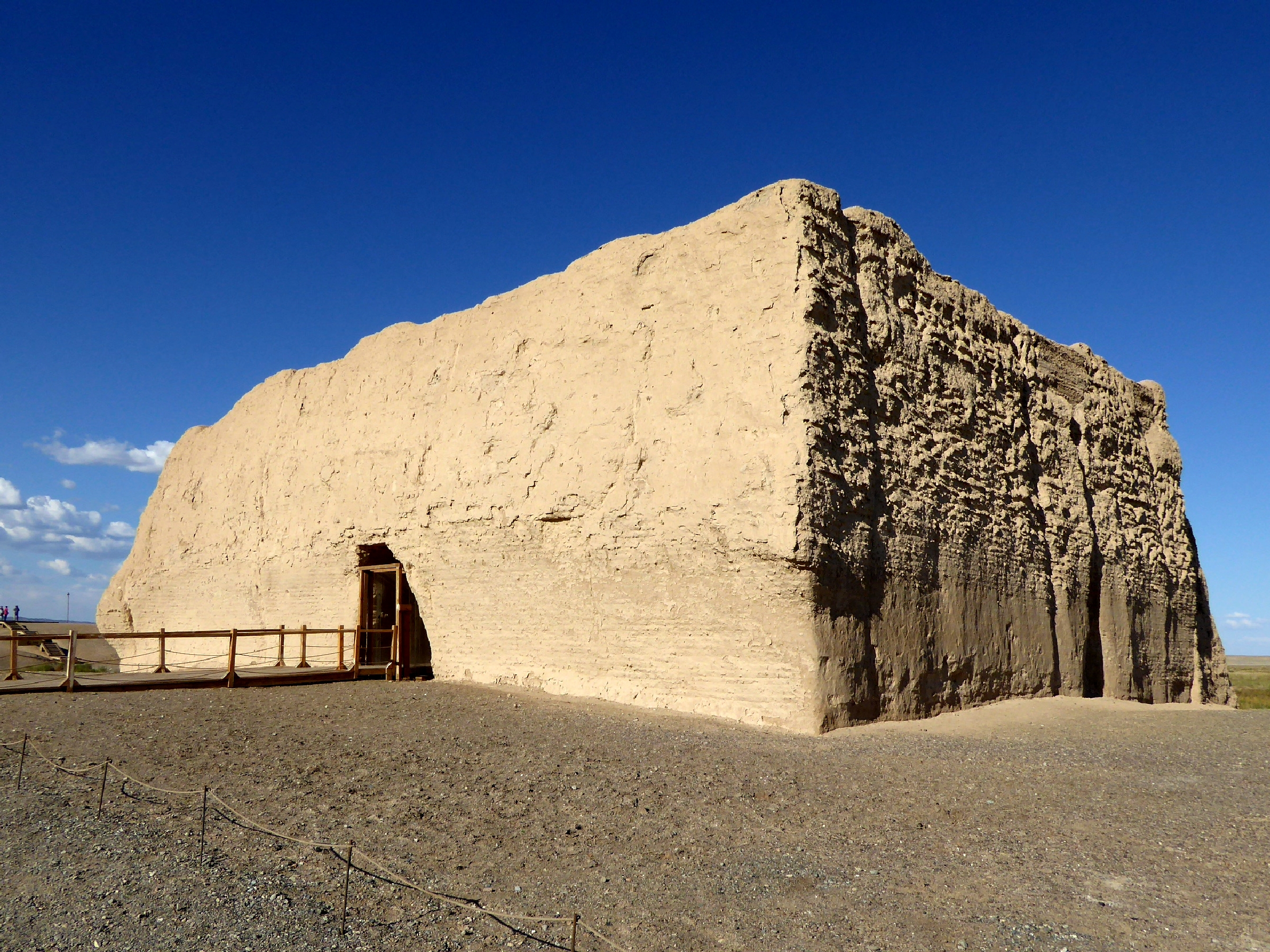
在范羌的援救下，耿恭及僅存的疏勒城守軍共十三人得以返回玉門關，圖為今甘肃省敦煌市玉門關遺址

恰逢關寵已死，王蒙等人收到消息後，便打算引兵南歸。起先，耿恭命部將范羌到敦煌郡去拿取兵士們的冬衣，因此當時人在敦煌郡的范羌便跟隨王蒙的軍隊一同出塞，范羌堅持懇求派兵接回耿恭，但眾將皆裹足不前，決定撥給范羌二千名士兵，從山北迎接耿恭，范羌一行人途中遭遇深達一丈多的豪雪，最終勉強抵達疏勒城，疏勒城中的守軍夜間聽到兵馬聲，以為是敵軍到來而驚慌不已，范羌在遠處呼喊道：「我是范羌，朝廷派軍隊對來迎接校尉了！」城中的人都歡呼萬歲，打開城門，兩方士兵相互扶持，抱頭痛哭。次日，便相從踏上返國的歸途，敵軍沿路追擊，他們一邊作戰一邊前行。耿恭手下的兵士已經忍飢挨餓了很長一段時間，從疏勒城出發時尚有二十六人，沿路不斷有兵士死去，當三月抵達玉门关，僅剩十三人了，他們衣破鞋爛，容顏憔悴。
中郎将鄭眾讓耿恭及其部將洗浴乾淨，換上新的衣帽，向朝廷上書說：「耿恭用微弱的兵力固守孤立無援的疏勒城，這裡又是通往匈奴的交通要道，面對幾萬的匈奴軍隊，連月經年，心力交瘁，他們鑿山開井，熬煮弓弩充當糧食，在萬死而無一生的情況下脫困而出，前後殺傷敵人數以萬計，終得成就忠勇的節操，沒有成為大漢的恥辱，耿恭的節義古今未有，朝廷應賜予他顯耀的爵位，以此來鼓勵其他的將帥。」等耿恭回到洛陽，鮑昱奏稱耿恭的氣節超過苏武，應獲得爵號及賞賜，朝廷於是晉升耿恭為騎都尉，耿恭的司馬石修任洛陽市丞，張封為雍營司馬，軍吏范羌為共縣丞，其餘九人全錄入羽林軍。而耿恭的母親在他返國前仙逝，等耿恭回來後補辦葬礼，朝廷下詔派五官中郎將贈送牛、酒給耿恭，為他除喪。

### 終填牢戶
建初二年，耿恭升遷长水校尉，同年秋天，金城郡、陇西郡的羌人反叛，耿恭上疏暢論應對羌人的方略，漢章帝下旨傳召他入宮詳細詢問，隨後派耿恭率領越骑校尉、屯騎校尉、步兵校尉、長水校尉、射聲校尉等五校士三千人，作為車騎將軍马防的副手討伐西羌。耿恭屯駐枹罕，數次與羌人交戰，隔年秋天，烧当羌投降，馬防班師回京，耿恭則留在當地打擊那些仍未投降的各部羌人，斬殺俘虜千餘人，收繳牛羊四萬多頭，勒姐、燒何羌等十三個部落數萬人，全降順耿恭。
當初耿恭由隴西郡出征時，上疏說：「已故的安豐侯竇融過去在西州，深受羌人信任，現今大鴻臚竇固，就是竇融的後代，上次進攻白山，他的功勞最高，如今應尊奉竇固為大使，讓他鎮輔涼州的羌人，並詔命車騎將軍馬防駐紮漢陽郡，以軍事實力威攝西涼。」由於這封奏疏，耿恭極大冒犯了馬防，等馬防回到京城，監營謁者李譚便按照馬防的意思，上奏彈劾耿恭不留心軍事，只顧著打獵，隨心所欲嬉遊，羌人來時又不敢出擊，以及接受詔書時心懷怨懟，耿恭因此獲罪入獄，免官歸鄉，後死於家中。

## 評價
後漢書作者范晔悲憫耿恭的遭遇，說他早先讀蘇武傳時，被蘇武茹毛飲雪，牧羊北海，沒有成為大漢的羞恥所感動，後來讀到耿恭在疏勒城事蹟的記載，不禁喟然長嘆，潸然淚下，認為耿恭視道義重於生命，到了如此崇高的境界，過去曹沫在柯地會盟中與齐桓公抗衡，藺相如在黄河外替赵国申威，大多是爭一時的勝負，與決勝於百死之地是不同的，原以為西汉和東漢都會給予立下大功者爵位，赦免他們十世子孫的罪過，但是蘇武所受的恩惠並未澤及子孫，耿恭最終也被關入監牢裡，追憶介之推的龍蛇之章，深深地為蘇武、耿恭嘆息。
北宋东光县人張預則盛讚耿恭以毒藥塗抹於箭矢上，向匈奴謊稱漢軍有神箭，以及潑灑井水使匈奴感到吃驚，最終撤軍離去的戰術，深得《孙子兵法》所言「兵以詐立」、「出其不意」的精髓。

## 後裔
- 子：耿溥，官拜京兆郡虎牙都尉，汉安帝元初二年，領軍攻打丁奚城叛亂的羌人失利，死於戰場[1]。
  - 孫：耿宏，任郎官[1]。
  - 孫：耿曄，汉顺帝初年為烏桓校尉，當時鲜卑侵犯邊境，代郡太守遇害，耿曄統率乌桓與各郡兵力出塞抗敵，大敗鮮卑，鮮卑震驚恐懼，幾萬人前往辽东投降，自此之後耿曄屢次出塞克敵制勝，威震北境，官至度辽将军[1]。